# Dolná Tižina
Dolná Tižina – wieś (obec) na Słowacji położona w kraju żylińskim, w okręgu Żylina. Pierwsze wzmianki o miejscowości pochodzą z roku 1439.
Według danych z dnia 31 grudnia 2010, wieś zamieszkiwało 1304 osób, w tym 663 kobiet i 641 mężczyzn.
W 2001 roku rozkład populacji względem narodowości i przynależności etnicznej wyglądał następująco:
- Słowacy – 99,75%
- Czesi – 0,25%